# Lycianthes recticarpa
Lycianthes recticarpa är en potatisväxtart som beskrevs av Henry Hurd Rusby. Lycianthes recticarpa ingår i Himmelsögonsläktet som ingår i familjen potatisväxter. Inga underarter finns listade i Catalogue of Life.